# 옴스크현

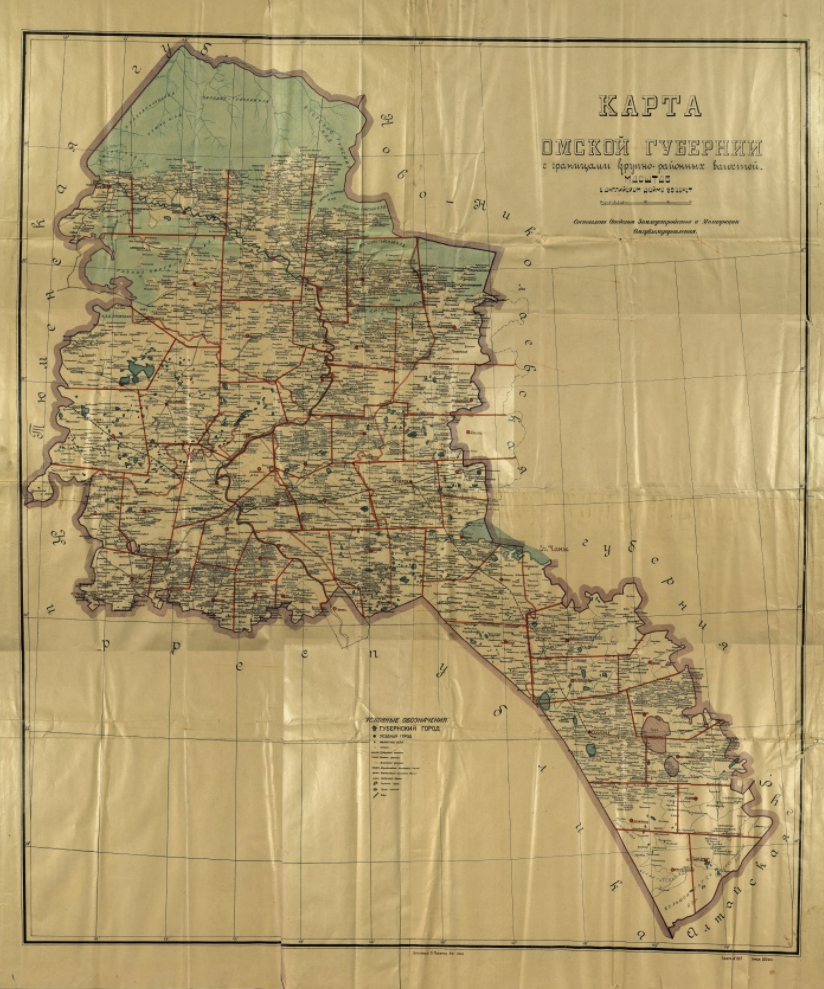
옴스크 현 지도

옴스크현(러시아어: Омская губерния)은 1920년부터 1925년까지 존재했던 러시아 소비에트 연방 사회주의 공화국의 현으로 현도는 옴스크이다. 1920년 1월 3일 옴스크 주, 알타이 현, 튜멘 현, 톰스크 현의 일부를 통합하여 신설되었으며 1925년 5월 25일 시비리 지방으로 개편되면서 폐지되었다.